# Brachionus dichotomus
Brachionus dichotomus is een raderdiertjessoort uit de familie Brachionidae. De wetenschappelijke naam van deze soort is voor het eerst geldig gepubliceerd in 1911 door Shephard.